# Evelyn Waugh
Arthur Evelyn St. John Waugh (ur. 28 października 1903 w Londynie, zm. 10 kwietnia 1966 w Combe Florey) – angielski pisarz.
Autor najbardziej znany dzięki takim satyrycznym i w mroczny sposób humorystycznym powieściom, jak Decline and Fall (Zmierzch i upadek), Vile Bodies, Scoop (o reporterze w Afryce), A Handful of Dust (Garść prochu) i The Loved One (Nieodżałowana), jak również poważniejszym utworom, takim jak Brideshead Revisited (Powrót do Brideshead - serial telewizyjny z 1981 roku z Jeremym Ironsem i film fabularny z 2008 roku) i trylogia Sword of Honour, które zabarwia jego konserwatywne i katolickie spojrzenie na świat. 
Wiele z powieści Waugh opisuje brytyjską arystokrację i wyższe sfery, które ostro ośmiesza, ale które także silnie go przyciągały. Ponadto napisał opowiadania, trzy biografie, jedna z nich o jezuicie okresu prześladowań katolików, Edmundzie Campionie, i pierwszy tom niedokończonej autobiografii. Opublikowano także jego relacje z podróży oraz obszerne dzienniki i korespondencję.

## Życiorys
Urodzony w Londynie, Evelyn Waugh był drugim dzieckiem wydawcy Arthura Waugha. Został wychowany w rodzinie należącej do klasy średniej, chociaż przynależność do niej go zawstydzała. Uczęszczał do Heath Mount School. Jedynym jego rodzeństwem był jego brat Alec, który także został pisarzem.
Zarówno jego brat, jak i ojciec chodzili do Sherborne, innej angielskiej szkoły publicznej, jednak jego brat został wyrzucony podczas ostatniego roku nauki w związku z publikacją kontrowersyjnej powieści The Loom of Youth, która dotyka problemu stosunków homoseksualnych pomiędzy uczniami szkół publicznych i stanowiła poważną plamę na reputacji Sherborne. W związku z tym w późniejszym czasie szkoła odmówiła przyjęcia Evelyna i został on umieszczony w Lancing College, szkoły mniej ekskluzywnej o mocno anglikańskim charakterze. Ta degradacja dokuczała Waughowi do końca życia, ale jednocześnie to dzięki tej szkole zainteresował się głębiej sprawami wiary, pomimo że w Lancing stał się agnostykiem. 
Po Lancing Waugh zaczął studiować historię na Hertford College w Oksfordzie. Tam zaniedbał pracę akademicką i stał się bardziej znany ze swoich obrazów niż dzieł literackich. Prowadził bogate życie towarzyskie, zawarł przyjaźnie z członkami brytyjskiej arystokracji i klasy średniej. Doświadczenia z tego kresu miały oddźwięk w jego późniejszej twórczości. Zapytany, czy uprawiał jakiś sport w college'u, odpowiedział: Piłem dla Hertford. Mówiło się o jego związkach homoseksualnych w trakcie pobytu w Oksfordzie. Sam Waugh w swoim pamiętniku odniósł się do swojej pierwszej homoseksualnej miłości. Podejrzenia nigdy nie zostały jednak rozwiane.
Wyniki w nauce pozwalały mu tylko na uzyskanie dyplomu trzeciej klasy. Zrezygnował z możliwości poprawienia ocen i opuścił Oksford w 1924 r. bez odebrania dyplomu. W 1925 r. rozpoczął pracę nauczyciela w prywatnej szkole w Walii. W swojej autobiografii Waugh twierdzi, że usiłował w tym okresie popełnić samobójstwo skacząc z klifu; w rezultacie został tylko poparzony przez meduzę. Niedługo po tym został zwolniony z pracy za próbę uwiedzenia przełożonej szkoły. Swojemu ojcu powiedział, że został zwolniony z powodu pijaństwa.

## Twórczość (wybór)

### Proza
- Zmierzch i upadek (Decline and fall 1928, wyd. pol. Muza 1994, tł. Zbigniew Batko),
- Vile Bodies (1930),
- Black Mischief (1932),
- Garść prochu (A Handful of Dust 1934, wyd. pol. Lwów Książnica Polska "Leopolia" 1937, tł. Jerzy Olgar; wznowienie Instytut Wydawniczy „Pax” 1957),
- Mała przechadzka pana Lovedaya i inne smutne opowiadania (Mr. Loveday's little outing and other sad stories  1935, wyd. pol. „Pax” 1957, tł. Wacław Niepokólczycki i inni),
- Dziennikarz z przypadku (Scoop : a novel about journalists 1938, wyd. pol.  Londyn Veritas 1954, tł. Teresa Skórzewska),
- Put Out More Flags (1942),
- Znowu w Brideshead (Brideshead Revisited: The Sacred and Profane Memories of Captain Charles Ryder 1945, wyd. pol. „Pax” 1970, tł. Irena Doleżal-Nowicka),
- The Loved One (1948),
- Helena (1950),
- trylogia Sword of Honour
  - Men at Arms (1952),
  - Officers and Gentlemen (1955),
  - The Ordeal of Gilbert Pinfold (1957),
- Love Among the Ruins (1953),
- Unconditional Surrender (1961).

### Książki podróżnicze
- Labels: A Mediterranean Journal (1930),
- Daleko stąd : podróż afrykańska (Remote people 1931, wyd. pol. Świat Książki 2012, tł. Barbara Kopeć-Umiastowska),
- Ninety-two Days: The Account of a Tropical Journey Through British Guiana and Part of Brazil (1934),
- Waugh in Abyssinia (1936),
- Robbery Under Law (1939),
- When the Going Was Good (1946),
- The Holy Places (1952),
- A Tourist in Africa (1960).

## Ekranizacje
Niektóre powieści Waugha zostały zekranizowane: 
- Nieodżałowani (The Loved One) 1965,
- Decline and Fall... of a Birdwatcher 1968,
- Powrót do Brideshead (Brideshead Revisited serial telewizyjny) 1981,
- Scoop 1987,
- Garść prochu (A Handful of Dust) 1988,
- Sword of Honour 2001,
- Cudowne lata bohemy (Bright Young Things na podstawie Vile Bodies) 2003,
- Powrót do Brideshead (Brideshead Revisited) 2008,
- Decline and Fall 2017.